# Sharg
Sharg (azerbajdzjanska: Şərq) är en ort i Azerbajdzjan.   Den ligger i distriktet Bejläqan, i den centrala delen av landet, 190 km väster om huvudstaden Baku. Sharg ligger 16 meter över havet och antalet invånare är 1 909.
Terrängen runt Sharg är platt. Närmaste större samhälle är Dünyamalılar, 4,8 km söder om Sharg.
Trakten runt Sharg består till största delen av jordbruksmark. Runt Sharg är det ganska tätbefolkat, med 65 invånare per kvadratkilometer.